# Darcy Requi Florêncio
Darcy (Sao Paulo, Brasil, 26 de mayo de 1955-Campinas, Brasil, 7 de septiembre de 2024) fue un futbolista brasileño que jugó en la posición de extremo.

## Equipos
| Periodo   | Club               |
| --------- | ------------------ |
| 1973-1975 | Guarani FC         |
| 1976      | América-SP         |
| 1976      | XV de Jaú          |
| 1977-1978 | Sport Recife       |
| 1978      | Portuguesa         |
| 1979–1980 | XV de Jaú          |
| 1982      | Inter de Bebedouro |
| 1983      | Capivariano FC     |

## Logros
- Campeonato Pernambucano: 1977
- Campeonato Paulista Série A2: 1976